# Instituto Internacional de Tecnología Sirindhorn

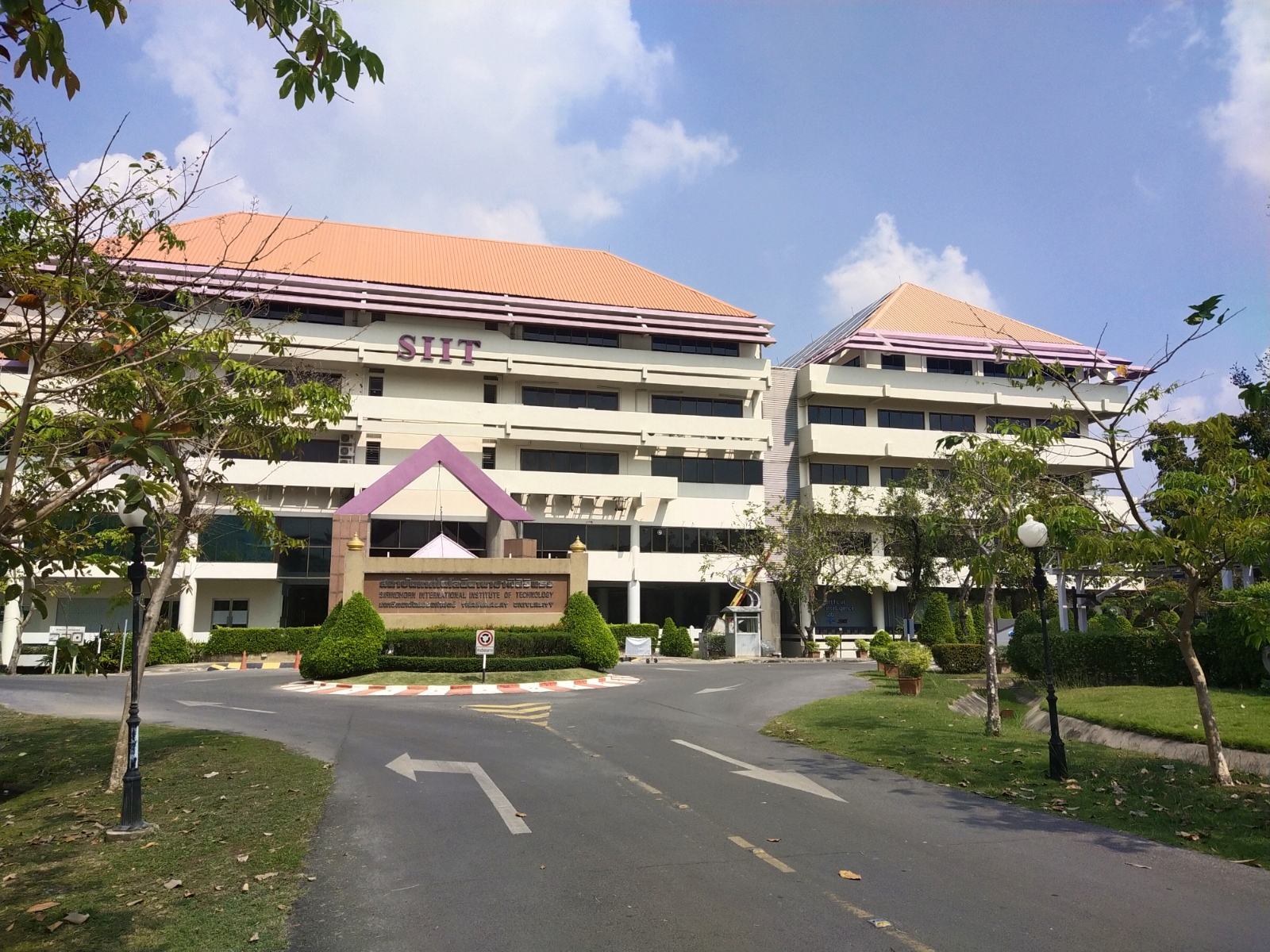
Imagen del edificio que alberga el instituto tecnológico.

La Instituto Internacional de Tecnología Sirindhorn (en tailandés: สถาบันเทคโนโลยีนานาชาติสิรินธร ; SIIT) es un instituto de tecnología en la Universidad de Thammasat, Tailandia, establecido en 1992.
SIIT ofrece la educación en ciencia, tecnología, la ingeniería, y la gerencia. Cada educación programa es "programa internacional", todas las clases está en lengua inglesa. Sus graduados reciben grados de la Universidad de Thammasat.
Aunque es parte de la Universidad de Thammasat, su sistema financiero y del admistration está aparte del sistema universitario central.
Como una universidad enfocada a la investigación, su evaluación más reciente (curso académico de 2003) mostró el mayor número de publicaciones de investigación (tanto en cantidad como en términos relativos al número de estudiantes) de cualquier otra division de la universidad (véase 10th Anniversary Sirindhorn International Institute of Technology). Además, un estudio reciente del Thailand Research Fund puso al SIIT en cabeza de todas las facultades de ingeniería de Tailandia en términos de publicaciones internacionales equivalentes por miembros y en términos de índices de impacto por miembros (véase Commemorative Publication: 10th Anniversary of the Name Sirindhorn International Institute of Technology ).